# Gypsy (Of a Strange and Distant Time)
Gypsy è una canzone del 1969 dei The Moody Blues, presente nell'album To Our Children's Children's Children, composta dal chitarrista del gruppo Justin Hayward.

## Crediti
- Justin Hayward: voce, chitarre acustiche ed elettriche
- John Lodge: basso, cori
- Mike Pinder: mellotron, cori
- Ray Thomas: bass flute, cori
- Graeme Edge: batterie, percussioni